# Sergueï Banevitch
Sergueï Petrovitch Banevitch (ou Banievitch) (Серге́й Петро́вич Бане́вич), né le 2 décembre 1941 à Okhansk, est un compositeur russe et soviétique, auteur de nombreuses œuvres pour l'enfance et la jeunesse, ainsi que de musiques de film. Son œuvre la plus connue est l'opéra L'Histoire de Kaï et Gerda (1979) d'après un conte d'Andersen, La Reine des neiges.

## Biographie
Sergueï Banevitch naît à Okhansk dans l'oblast de Perm où sa famille avait été évacuée à cause de la guerre. La famille retourne à Léningrad en 1944 et il reçoit une éducation musicale au conservatoire de Léningrad. En 1966, il en est diplômé et en 1969 il est aspirant dans la classe d'Oreste Evlakhov.
Sergueï Banevitch est l'auteur de musiques de film fort connues dans le monde russophone.

## Compositions
Opéras
- «Жил-был Коля, или Лесное приключение» Il était une fois Kolia ou L'Aventure dans la forêt (radio-opéra, 1961)
- «Солнышко и снежные человечки» Le Soleil et les bonshommes de neige (radio-opéra, 1965)
- «Белеет парус одинокий» Une voile solitaire devient blanche (d'après le roman de Valentin Kataïev, 1967; 2e version: 1971)
- «Фердинанд Великолепный» Ferdinand le Magnifique (1974)
- История Кая и Герды L'Histoire de Kaï et Gerda, d'après le conte d'Andersen La Reine des neiges (1979)
- Ночной дилижанс La Diligence nocturne (télé-opéra, 1983)
- ородок в табакерке Une petite ville en boîte
- Волки и овцы Loups et Brebis d'après la pièce du même nom d'Alexandre Ostrovski

Opéras de chambre
- «Девочка со спичками» La Petite fille aux allumettes (en collaboration avec D. Smirnov)
- «Как включали ночь» Comment la nuit s'est allumée (Léningrad, 1971)

Ballets
- Miniature chorégraphique inspirée par Bidstrup (1964)
- «Русалочка» Roussalotchka (La Petite ondine) (opéra-ballet)
- «Петербург» Pétersbourg (ballet-fantaisie d'après André Biély)

Music-hall
- «Месс-Менд» Mess mend
- «Стойкий оловянный солдатик» Le Soldat de plomb inébranlable (1986)
- «Приключения Тома Сойера» Les Aventures de Tom Sawyer (d'après Mark Twain, Léningrad, 1972)
- «Судьба барабанщика» Le Destin du batteur de tambour (Adieu, Arbat! «Прощай, Арбат!», 1976)
- «Сверчок на печи» Le Grillon du foyer (d'après Charles Dickens)
- «Таинственный сад» Le Jardin mystérieux (2009)

Opérettes
- «О Толе, Тоболе и невыученном глаголе и многом другом» À propos de Tolia, de Tobolia, d'un verbe non appris et bien plus encore (radio-opérette, 1968)
- «Сорочинская ярмарка» La Foire de Sorotchintsy (d'après Gogol)
- «Остров сокровищ» L'Île au trésor (1981)

Cycles vocaux
- «Васильевский остров» L'Île Vassilievski
- «Пять стихотворений Анны Ахматовой» Cinq poèmes d'Anna Akhmatova
- «Арии из ненаписанных опер» Airs d'opéras non écrits (d'après Dostoïevski, Fitzgerald, Thomas Mann, Alexeïevitch, Petrouchevskaïa, Paoustovski)
- «Петербургская литания» Litanie pétersbourgeoise pour chœurs mixtes a cappella, sur des vers d'Anna Akhmatova

Œuvres chorales
- Cantate Chanson de Grenade «Песня о Гренаде» (livret de M. Svetlov, 1966)
- Bénis les animaux et les enfants «Благослови зверей и детей» (concerto pour chœur enfantin et piano sur des vers de Sacha Tchiorni)
- Chansons de variété enfantine
- Cycles de musique pour émissions de radio (« Conservatoire Gnoussine » et « C'est Musicus qui invite »)

Œuvres pour piano
- 2003 — Les Pages de Saint-Pétersbourg «Петербургские страницы» (pour le tricentenaire de Saint-Pétersbourg)

Œuvres pour orchestre
Musique pour le cinéma et pour les films de télévision
- 1976 — Где ты, Багира? Où es-tu Bagheera?
- 1978 — Сегодня или никогда Aujourd'hui ou jamais
- 1979 — Сын чемпиона Le Fils du champion
- 1981 — О тебе À propos de toi
- 1982 — Никколо Паганини Niccolo Paganini
- 1984 — Завещание профессора Доуэля Le Testament du professeur Dowell
- 1984 — Идущий следом Au suivant
- 1984 — Сильная личность из 2 "а" Forte personnalité de 2 a
- 1985 — Рейс 222 Vol 222
- 1985 — Эй, на линкоре! Hé, sur le cuirassé
- 1986 — Пиквикский клуб Le Club de Pickwick
- 1987 — На исходе ночи À la fin de la nuit
- 1987 — Три лимона для любимой Trois citrons pour ma bien-aimée
- 1989 — Замри, умри, воскресни Bouge pas, meurs, ressuscite
- 1990 — Сломанный свет Lumière brisée
- 1992 — Рэкет Racket
- 1996 — Поживём — увидим Qui vivra verra (feuilleton télévisé)
- 2001 — Крот La Taupe (feuilleton télévisé)
- 2002 — Крот 2 La Taupe 2
- 2003 — Челябумбия Tcheliaboumbia
- 2003 — Не делайте бисквиты в плохом настроении Ne faites pas de biscuits de mauvaise humeur
- 2004 — Женский роман Roman féminin (feuilleton télévisé)
- 2005 — Арфа и бокс Harpe et Boxe
- 2005 — Гражданин начальник 2 Citoyen chef 2
- 2005 — Заказ Le Contrat
- 2006 — Чёртово колесо La Roue du diable
- 2007 — Агитбригада «Бей врага! Brigade d'agitation "Battez l'ennemi !"
- 2007 — Антонина обернулась Antonina s'est retournée
- 2009 — Одна война Une guerre
- 2014 — Две женщины Deux femmes

## Distinctions
- Auteur d'art émérite de la RSFSR (1982)
- Chevalier de l'ordre de l'Honneur (2018)[1]
- Chevalier de l'ordre de l'Amitié (2002)[2],
- Lauréat du prix du gouvernement de la ville de Saint-Pétersbourg.

## Source de la traduction
- (ru) Cet article est partiellement ou en totalité issu de l’article de Wikipédia en russe intitulé « Баневич, Сергей Петрович » (voir la liste des auteurs).